# 董萍
董萍（1923年11月—2019年10月21日），又名董绍城，中華民國陸軍中將，生於浙江省鄞县，曾任臺灣鐵路管理局局長、中正理工學院校長、國防部參謀本部後勤參謀次長室次長、陸軍總司令部兵工署署長等職。於地下鐵路工程處處長任內完成台北市區鐵路地下化萬華至華山站，被稱為台灣鐵路地下化之父。

## 生平
童年
- 1923年生于浙江杭州，籍贯宁波鄞县茅山（今属宁波市鄞州区）[2]。
- 早年因父親工作调动遷居北平（今北京），1931年，定居上海[2]。
- 1937年8月，因日本侵华战争日军进犯上海，移居安徽安慶[2]。
- 1938年6月，日军進逼安慶，隨母親回寧波[2]。
- 早年毕业于上海開明中學初中部[2]。

軍旅
- 1940年秋，報考陸軍軍官學校第17期，被錄取第7分校（陕西西安）[2]。
- 1943年，毕业于砲兵科。毕业后赴到湖北省老河口的第五戰區，任砲指部戰砲隊擔任少尉排長[2]。曾考取國民政府軍事委員會外事局翻譯官[2]。
- 1945年，赴云南昆明，任二零七師六一九團戰防砲連中尉副連長[2]。
- 抗日战争胜利后，晋升上尉連長[2]。赴东北接受日本战败关东军[2]。后調任第二十六師砲兵營長，參加平津戰役[2]。
- 1949年，赴台湾。任教于花蓮兵工學校，历任教育處教材科長、兵工營營長，兵工新生訓練班主任[2]。先后就读于陸軍參謀大學研究班第7期，三軍大學將官班，并赴美国留学学习军事，先后就读于美國陸軍兵工學校，美國陸軍後勤學校，哈佛大學商學院高級管理班等課程。
- 历任中华民国陆军軍團處長，師砲兵指揮官，中华民国国防部後勤次長室助理次長，中华民国陆军兵工署署長，中华民国国防部後勤參謀次長，中正理工學院院長。1972年，授少将军衔[2]。1975年，授中将军衔[2]。

公職
- 1980年，外調，轉任臺灣鐵路管理局局長。[3] 後再調任中华民国交通部技監兼台北市區地下鐵路工程處處長 ，任內完成台北市區鐵路地下化，徹底改變台北市市容[4]，並兼任高速鐵路籌備處處長。对台湾铁路、捷運、高铁的发展贡献卓著。
- 1992年，退休，受聘為中华民国行政院顧問，曾任台北市宁波同乡会理事。[5]

逝世
- 2019年10月，董萍辭世，享年96歲。

## 家庭
父執
- 伯父董显光，著名外交家，前中華民國駐美國大使、中央日報董事長。[2][6]
- 父亲董純瑤，上海聖約翰大學毕业，服務於政府機關。共有兄弟姊妹6人，排行第4。

家屬
- 夫人水新梅，1948年5月平津战役时结婚[2]。有兩子三女，子董繼萍，董繼欖，董繼梅，董繼玲，董繼坤[2]。
  - 女兒董繼玲 [2][6]，其夫婿美國聯邦交通運輸部副次長傑龍（英语：Joel Szabat）。[7]
- 大哥董紹基，董愷悌的父親，東方海外集團派駐美國華盛頓的代表，董浩雲的得力助手。
  - 姪女董愷悌，紐約知名電視主播，董愷悌的媽媽孔令和，則是孔子第七十六代嫡孫。[6]

## 荣誉
- 獲頒行政院三等功績獎章。[2]
- 獲頒行政院一等功績獎章。[2]
- 交通部：金路獎 - 終身成就獎。[8][9][10]